# バスケットボールモンテネグロ代表
バスケットボールモンテネグロ代表（Montenegro national basketball team）は、モンテネグロバスケットボール連盟により、国際大会に派遣される男子バスケットボールのナショナルチームである。
2002年まではユーゴスラビアの一部とし、2002年-2006年まではセルビア・モンテネグロの一部だったため、本項では2006年以降の成績を記す。

## 歴史
2006年、モンテネグロの独立により、モンテネグロバスケットボール連盟もセルビア・モンテネグロバスケットボール連盟から分立。セルビア・モンテネグロとしてエントリーしていた2006年世界選手権はセルビア・モンテネグロ代表として出場。その後、モンテネグロ連盟によりナショナルチームが編成された。
翌2007年7月7日、国際バスケットボール連盟（FIBA）にナショナルチーム登録される。
国際大会への参加は2008年に行われる2011年ユーロバスケット予選Bからになる。
初出場となった2019年ワールドカップでは順位決定戦で日本戦に勝利した。大会最終順位は25位。
2022年ロシアのウクライナ侵攻により、ロシアが大会追放処分を受けたことによってユーロバスケット2022（英語版）に繰り上げで出場となった。本大会ではグループステージを3勝2敗の成績で突破を決め決勝トーナメントへ進出。ラウンド16でドイツ相手に敗れた。
2023年ワールドカップは、1次ラウンドを突破し2次ラウンドへ進出した。2次ラウンドではアメリカ相手に敗れたもののギリシャ相手に勝利した。

## 主な国際大会成績
- オリンピック
- W杯の成績
  - 2006年世界選手権は セルビア・モンテネグロとして出場。
  - 2019年 － 25位
- ユーロバスケットの成績
  - 2011年 － 21位
  - 2013年 － 17位
  - 2017年 － 13位

## 現在の代表選手
2025年ユーロバスケット代表候補ロスター
- カイル・オールマン・ジュニア（英語版）
- バルサ・ジバノヴィッチ
- ジョルジェ・ヨバノヴィッチ
- ボヤン・トマシェヴィッチ
- エミール・ハジベゴヴィッチ
- フィリップ・アンジュシッチ
- オグニェン・チャラピッチ
- ヨヴァン・クリャイッチ
- ウラジミール・ミハイロビッチ
- ゾラン・ニコリッチ
- アンドリヤ・スラヴコヴィッチ
- イゴール・ドロブニャク
- マルコ・シモノヴィッチ（英語版）
- ゾラン・ヴチェリッチ
- ニコラ・ヴーチェビッチ

## 歴代代表選手

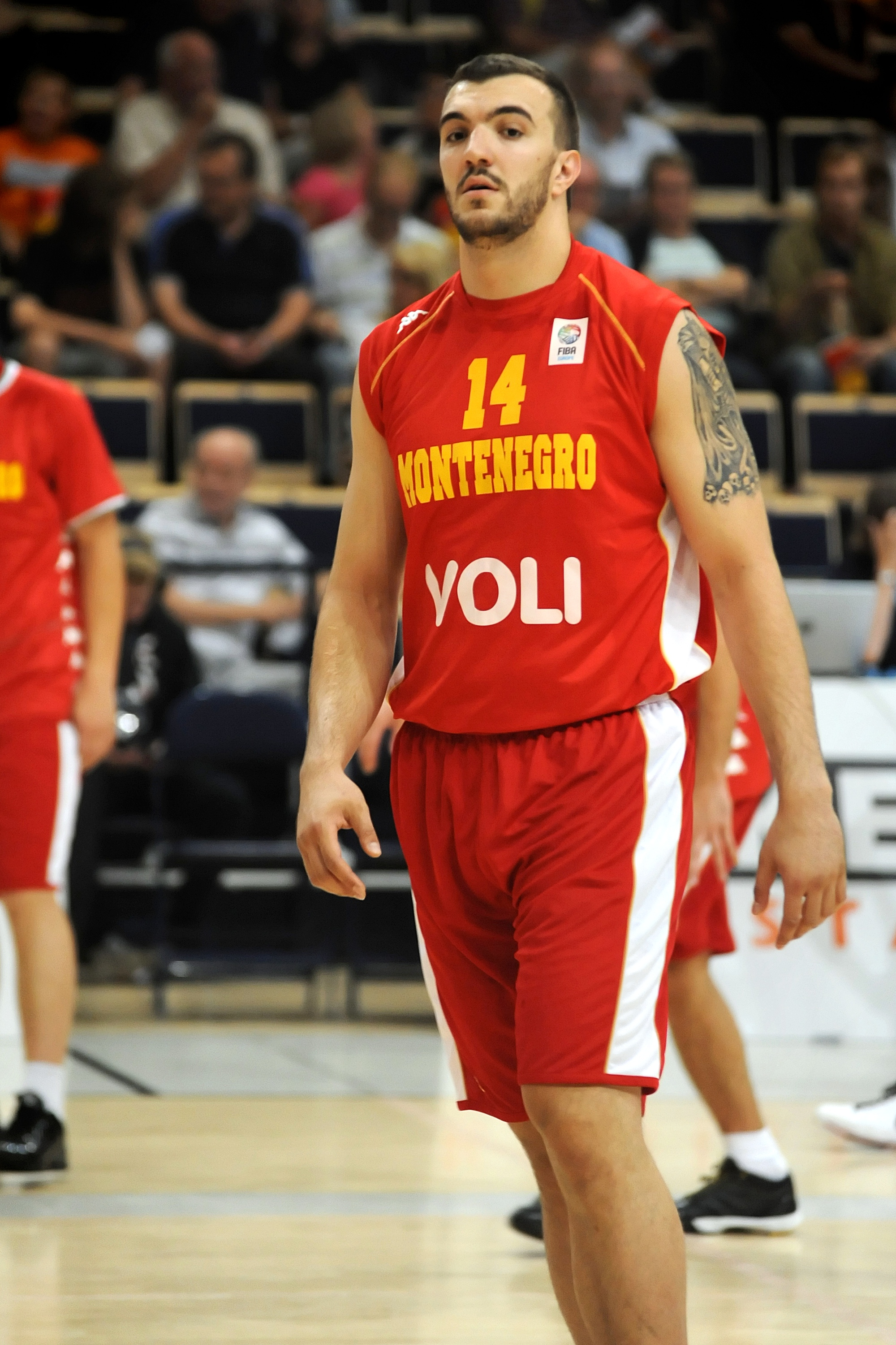
ニコラ・ペコビッチ

- ニコラ・ブーチェビッチ
- ニコラ・ペコビッチ
- ジャボンテ・グリーン
- イゴール・ドロブニャク
- ネマニャ・ラドヴィッチ
- ミルコ・ビエリツァ
- ディノ・ラドンチッチ
- ケンドリック・ペリー
- マルコ・シモノビッチ

## 歴代代表ヘッドコーチ
- ルカ・パヴィチェヴィッチ（2012-2014)
- ボシュコ・ラドヴィッチ (2019-)